# جامعة بيو بيو

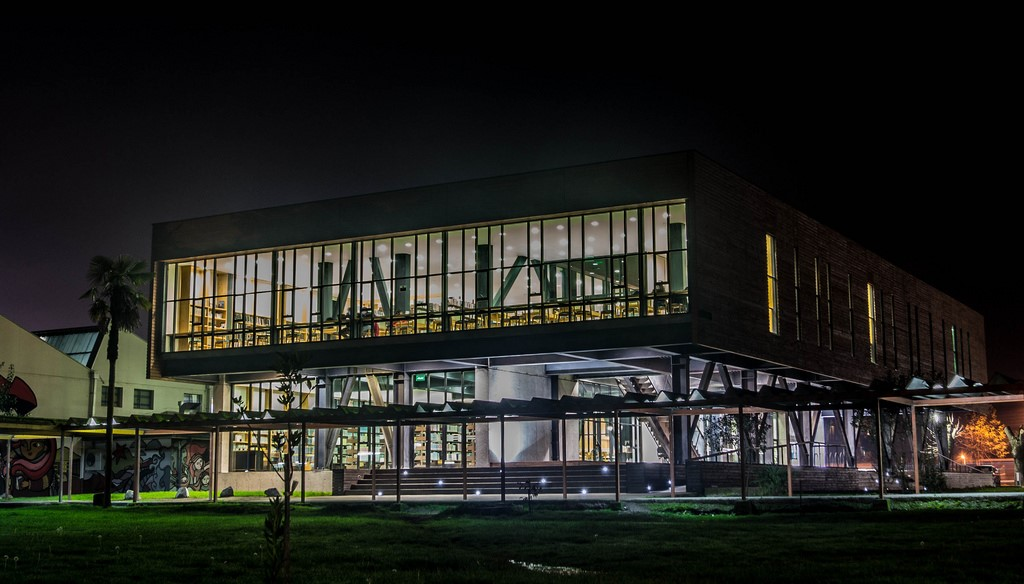
مكتبة جامعة بيو بيو (2018)

جامعة بيو بيو (بالإسبانية: Universidad del Bío-Bío)‏ هي جامعة في.تشيلي. وهي جزء من الجامعات التشيلية التقليدية (Chilean Traditional Universities).
جامعة بيو بيو هي وريث تقليد التعليم العالي العام في إقليم بيو بيو. تعود جذورها إلى إنشاء الجامعة التقنية الدولية في 9 إبريل 1947، وإلي أيام الحرم الجامعي النابويي في جامعة تشيلي.

## روابط خارجية
- موقع جامعة بيو بيو